# أبنر هازلتين
أبنر هازلتين هو محامي وقاضي وسياسي أمريكي، ولد في 10 يونيو 1793 في واردسبورو في الولايات المتحدة، وتوفي في 20 ديسمبر 1879. نشط حزبياً في مناهضة الماسونية. وقد انتخب عضو جمعية ولاية نيويورك ‏ وانتخب عضو مجلس النواب الأمريكي ‏.